# Eremochares
Eremochares Gribodo, 1883 è un genere di insetti apoidei appartenente alla famiglia Sphecidae.

## Tassonomia
Il genere è formato da 5 specie:
- Eremochares dives (Brullé, 1833)
- Eremochares ferghanicus (Gussakovskij, 1930)
- Eremochares kohlii (Gussakovskij, 1928)
- Eremochares luteus (Taschenberg, 1869)
- Eremochares mirabilis (Gussakovskij, 1928)